# Vol TAP 425
Le 19 novembre 1977, le Boeing 727 assurant le vol TAP 425, un vol régulier reliant Bruxelles à Madère, via Lisbonne, est sorti de la piste de l'aéroport de Madère lors de l'atterrissage, avant de s'écraser sur la plage voisine et d'exploser, tuant 131 des 164 personnes présentes à bord. 
Il s'agit de la deuxième catastrophe aérienne la plus meurtrière de l'histoire du Portugal, après le vol Independent Air 1851, survenue 12 ans plus tard, ainsi que du seul accident mortel impliquant un avion de TAP Air Portugal, depuis la création de cette compagnie aérienne en 1946.

## Avion et équipage
L'avion était un Boeing 727-282 Advanced de la compagnie Transportes Aéreos Portugueses immatriculé « CS-TBR » et portait le nom de « Sacadura Cabral ».
L'équipage était composé du commandant de bord João Lontrão, du copilote Miguel Guimarães Leal et du mécanicien naviguant Gualdino Pinto, ainsi que de cinq agents de bord. Il y avait 156 passagers à bord.

## Vol
À 19h50, le vol 425 a quitté la porte d'embarquement et a décollé de la piste 03 de l'Aéroport Humberto Delgado de Lisbonne à 19h55.
Au moment de l'accident, la piste de l'aéroport de Madère mesurait 5 250 pieds (1 600 m) de long, ce qui rendait l'atterrissage extrêmement difficile pour les gros avions de ligne.
Les conditions météorologiques à Madère étaient mauvaises. Il pleuvait et une couverture nuageuse dense à 1500 pieds (environ 460 m), avec une visibilité de 3000 m, rendait l'approche difficile.
La première approche sur la piste 06, effectuée à 21h23, a été interrompue parce que l'équipage n'avait pas établi de contact visuel avec la piste. De fortes averses de pluie ont été signalées, mais l'équipage a signalé avoir vu les feux de piste lorsqu'il était au-dessus de la piste 06, pour la deuxième fois.
Après deux tentatives infructueuses pour faire atterrir l'avion, l'équipage a décidé de faire une dernière tentative d'atterrissage, avant de prendre la décision de se dérouter vers l'aéroport de Gran Canaria, dans les îles Canaries. Lors de la troisième tentative d'atterrissage, le capitaine Lontrão a choisi d'atterrir sur la piste 24.
À 21h47, le vol 425, alors qu'il était en approche finale sur la piste 24 avec de fortes pluies, de forte rafale de vent et une visibilité réduite, s'est posé 610 m au-delà du seuil de la piste, avec seulement 910 m de longueur de piste restante. Les inverseurs de poussée ont été déployés et les aérofreins sortis, mais le 727 n'a pas pu s'arrêter sur la piste détrempée. 
L'appareil a glissé hors de la piste, à une vitesse d'environ 43 nœuds (80 km/h), et a plongé sur une berge escarpée. Il a ensuite heurté un pont en pierre à proximité, cisaillant son aile droite. Il s'est ensuite écrasé presque verticalement sur la plage en contrebas, à environ 40 m sous le niveau de l'aéroport, se brisant en deux avant de s'enflammer rapidement.

## Enquête et causes de l'accident
Le rapport a conclu que l'équipage avait enfreint la procédure d'approche, l'avion atterrissant à 2 060 pieds (630 m) du début de la piste, soit 1 060 pieds (320 m) plus loin que la normale, et la vitesse était de 148 nœuds (274 km/h), soit 19 nœuds (35 km/h) de plus que celle recommandée sur cette piste. 
Il a également été noté que les feux indicateurs des 1000 pieds avaient été éteints parce que le système PAPI était activé. En raison des limitations de l'installation électrique de l'aéroport, soit le système PAPI, soit l'indicateur du point de visée pouvait être allumé, mais pas les deux en même temps. 
Les conditions météorologiques difficiles ont été évoquées comme causes immédiates de l'accident, en raison des fortes pluies ayant entrainé un phénomène d'aquaplaning sur la piste, ainsi que la couverture nuageuse ayant grandement réduit la visibilité. L'enquête a recommandé à l'aéroport de Madère d'augmenter le niveau des observations météorologiques.

## Conséquences
Après l'accident, TAP a arrêté d'exploiter le Boeing 727-200 pour les vols vers Madère, et a commencé à utiliser uniquement le 727-100, qui est plus court et transportait 60 passagers de moins.
Cet accident a également incité les autorités à explorer les moyens d'étendre la piste de l'aéroport de Madère. En raison de la hauteur de la piste par rapport à la plage en contrebas, une extension était cependant très difficile et très coûteuse à réaliser. Entre 1983 et 1986, une extension de 200 mètres a été effectué ; puis 14 ans plus tard, la longueur de la piste a de nouveau été augmenté. 
À la suite de cette nouvelle extension, la piste de ce qui est aujourd'hui l'aéroport international de Madère Cristiano-Ronaldo mesure 9 124 pieds (2 781 m) de long et est désormais capable d'accueillir des avions commerciaux gros porteurs, comme le Boeing 747 ou l'Airbus A340.